# الناجي المعين
الناجي المعين (بالإنجليزية: Designated Survivor) مسلسل إثارة سياسية ودراما أمريكي. من إعداد ديفيد غاغينهايم، وبطولة كيفر سثرلاند. بدأ عرضه في 21 سبتمبر، 2016، على قناة هيئة الإذاعة الأمريكية. وسيستمر موسمه الأول لإثنين وعشرين حلقة.

## قصة المسلسل
عند إلقائه خطاب حالة الاتحاد في الكونجرس الأمريكي يقتل رئيس الولايات المتحدة إثر انفجار كبير قتل معظم أعضاء الكونجرس والوزراء ما عدا وزير الإسكان والتنمية العمرانية توم كيركمان (كيفر سثرلاند) الذي عُين «الناجي المعُين». بعدها يقسم كيركمان القسم الرئاسي وينصب ريئساً للولايات المتحدة الأمريكية غير مدركاً بما هو آتٍ بعد الهجوم.

## الممثلون والشخصيات

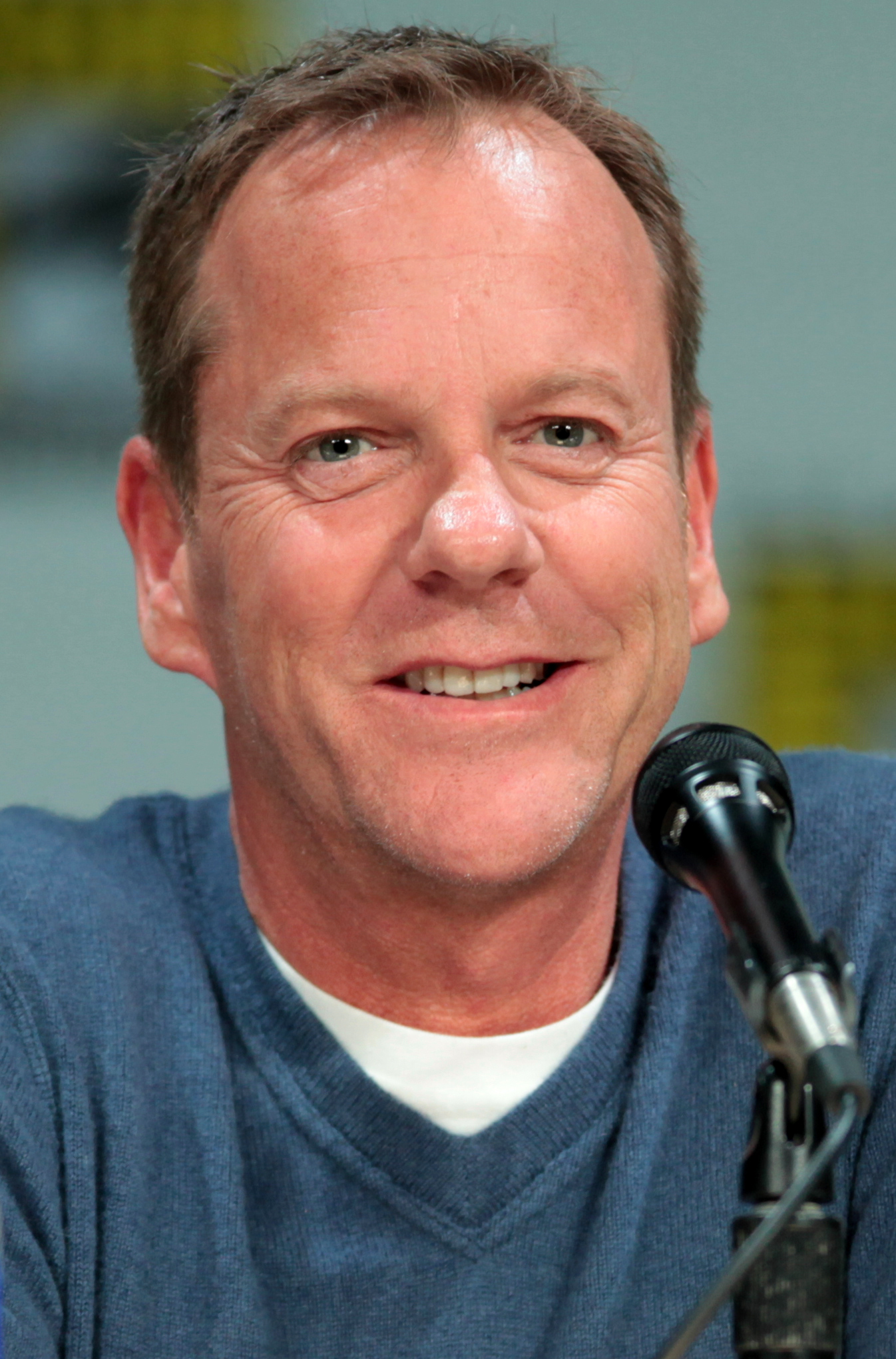
كيفر سثرلاند يؤدي دور الرئيس.

### شخصيات رئيسية
- كيفر سثرلاند بدور؛ الرئيس توماس «توم» كيركمان، وزير الإسكان والتمية العمرانية السابق و«الناجي المعين». يُنصب رئيساً للولايات المتحدة بعد مقتل الرئيس بهجوم دمر الكونجرس الأمريكي
- ناتاشا ماكليهون بدور؛ السيدة الأولى أليكس كيركمان، زوجة الرئيس كيركمان ومحامية تعمل في لجنة تكافؤ فرص العمل، تجد نفسها في دور لم تتوقعهُ.[3]
- آدان كانتو بدور؛ آرون شور، رئيس موظفي البيت الأبيض، يُقدم المشورة للرئيس ويحاول تقويض رئاسته في نفس الوقت.[4]
- إيطاليا ريتشي بدور؛ إيميلي رودز المستشارة الأولى للرئيس الأمريكي.[3]
- لامونيكا غاريت بدور؛ مايك ريتر، عميل في الخدمة السرية لحماية الرئيس.
- تانر بيوكانن بدور؛ ليو كيركمان، ابن توم وأليكس المراهق.
- كال بين بدور؛ سيث رايت، السكرتير الصحفي للبيت الأبيض، يشك في البدائة بقدرة الرئيس على إدارة البلاد لكن سرعان ما يثق به ويصبح من أقرب مستشاريه.
- ماغي كيو بدور؛ هانا ويلز، عميلة في مكتب التحقيقات الفدرالية، تحقق في ملابسات الهجوم على البيت الأبيض.

### شخصيات متكررة
- مكينا غرايس بدور؛ بيني كيركمان، ابنة توم وأليكس واخت ليو الصغرى.[5]
- مالك يوبا بدور؛ جيسن آتوود، نائب مدير مكتب التحقيقات الفدرالي.
- كيفن آر. مكنالي بدور؛ هاريس كوتشران، لواء في الجيش الأمريكي، يشك بقدرة كيركمان على إدارة البلاد.
- فيرجينيا مادسن بدور؛ كيمبل هوكستراتن، عضو جمهوري في الكونغرس الأمريكي، و«الناجي المعين» الثاني بعد كيركمان.[6]
- آشلي زاكرمان بدور؛ بيتر مكليش، جندي سابق خدم في أفغانستان.[7]
- مايكيلتي ويليامسون بدور؛ العميد البحري تشيرنو.[8]

## البثّ
بدأ عرض مسلسل «الناجي المُعين» في 21 سبتمبر، 2016، على قناة هيئة الإذاعة الأمريكية في الولايات المتحدة، في كندا عرض المسلسل على قناة سيتي في. كما حصل نتفليكس على حقوق العرض على الإنترنت (حسب الطلب) خارج الولايات المتحدة وكندا.

## الاستقبال

### التصنيف
حصلت الحلقة الأولى من المسلسل على نسبة مشاهدة عالية بلغت 7.67 مليون مشاهدة، وتخطى عدد مشاهدات الحلقة الأولى من مسلسل كيف تفلت بجريمة قتل التي حصلت على 7 ملايين مشاهدة في 25 سبتمبر، 2014.

## وصلات خارجية
- الموقع الرسمي
- الناجي المعين على موقع IMDb (الإنجليزية)
- الناجي المعين على موقع ميتاكريتيك (الإنجليزية)
- الناجي المعين على موقع روتن توميتوز (الإنجليزية)
- الناجي المعين على موقع نتفليكس (الإنجليزية)
- الناجي المعين على موقع كينوبويسك (الروسية)
- الناجي المعين على موقع ألو سيني (الفرنسية)
- الناجي المعين على موقع قاعدة بيانات الفيلم (الإنجليزية)